# 通信詐欺罪
通信詐欺罪（Wire Fraud。電信詐欺罪と称されることもある。）は、詐欺計画の実行目的で通信手段を利用することを処罰する規定である。合衆国法典１８巻１３４３条（18 U.S.C. § 1343）に定めが置かれている。関連条文は、以下のとおりである。
合衆国法典１８巻１３４３条
詐取し、又は欺まん的な見せかけ、表現、若しくは約束によって金銭若しくは財産を取得するための計画若しくは技巧を企て、又は企てようとしている者であって、当該計画若しくは技巧を実行する目的で、州際若しくは外国通商における電信、電波、若しくはテレビ通信を通じて、書面、署名、信号、図画若しくは音声を送信し、又は送信させた者は、本章の規定に基づく罰金又は２０年以下の拘禁刑若しくはその両方に処する。（後段は省略。一定の行為について法定刑を長期３０年以下の拘禁刑に加重している。）
Whoever, having devised or intending to devise any scheme or artifice to defraud, or for obtaining money or property by means of false or fraudulent pretenses, representations, or promises, transmits or causes to be transmitted by means of wire, radio, or television communication in interstate or foreign commerce, any writings, signs, signals, pictures, or sounds for the purpose of executing such scheme or artifice, shall be fined under this title or imprisoned not more than 20 years, or both.
合衆国法典１８巻１３４６条
本章において、「詐取するための計画若しくは技巧」は、他者から誠実なサービスを受ける無形の権利を詐取するための計画又は技巧を含むものとする。
For the purposes of this chapter, the term “scheme or artifice to defraud” includes a scheme or artifice to deprive another of the intangible right of honest services.
合衆国法典１８巻１３４９条
本章に規定された違反行為に及ぶことを試み、又は共謀した者は、当該試み又は共謀の目的である違反行為に定められた刑と同様の刑に処する。
Any person who attempts or conspires to commit any offense under this chapter shall be subject to the same penalties as those prescribed for the offense, the commission of which was the object of the attempt or conspiracy.
本罪の趣旨は、米国内の電信通信が詐欺的に用いられることの防止である。行為要件（actus reus）としては、通信手段の使用行為を立証すれば足り、後述のとおり、通信手段の使用行為が欺罔行為そのものを構成している必要はない。また、主観的要件（mens rea）としては、「計画若しくは技巧」を企てる意図を立証すれば足りる。連邦検事にとってのストラディバリウスに例えられるように、本罪はその適用範囲の広さゆえ、幅広く用いられている。
なお、本罪と同様の規定として、合衆国法典１８巻１３４１条に、郵便詐欺罪（mail fraud）が定められている。郵便詐欺罪は、詐欺計画の実行目的で郵便を使用する行為を処罰しているところ、通信詐欺罪と同様の主観的要件が定められているため、郵便詐欺罪の「詐取する意図」要件の解釈は、通信詐欺罪にも同様に妥当するものと解されている。

## １　電信通信を通じた書面等の送信

### (1)    行為要件
本罪は、行為要件として、「電信、電波、若しくはテレビ通信を通じて、書面、署名、信号、図画若しくは音声を送信し、又は送信させた」ことを要求している。郵便詐欺罪と同様、本罪は、あらゆる詐欺行為を処罰対象としているのではなく、通信の利用が詐欺の実行の一部（“a part of the execution of the fraud”）を成している詐欺行為のみを処罰対象とし、それ以外の詐欺行為の規制は州法に委ねている。そのため、通信詐欺の成立には、単に通信手段を利用するだけでは足りず、通信の利用が詐欺の実行の一部を構成していることを要する。例えば、自己費消目的での小切手の振出行為後に行った現行への当該小切手の郵送行為や、クレジットカードの不正使用後の加盟店からの請求書の郵送は、詐欺計画の完遂後の行為にすぎないことから、詐欺行為の一部を構成しているとは認められないとされている。
もっとも、通信の利用は、詐欺の必須要素である必要まではなく、詐欺行為の本質的部分に伴っているか（“incident to an essential part of the scheme”）、詐欺の筋書きの一歩（“a step in the plot ”）であれば足りる。連邦最高裁は、被告人が、中古車の走行距離計の数値を改ざんした上で、販売業者に対し、当該中古車を改ざん後の走行距離を前提とする価格で売却するという詐欺計画を継続的に実行したという郵便詐欺の事案において、当該販売業者が、当該中古車の再販売に当たり、顧客に権利を移転するために州交通局に「権原申込フォーム（title-application form）」を郵送する行為は、顧客への権利移転が当該詐欺計画の永続性を保つ上で必須の行為であることから、詐欺行為の本質的部分に伴うものであり、詐欺の実行の一部に該当すると判断した。

### (2)    管轄要件
本罪は、「州際若しくは外国通商」における電信通信等を通じた送信行為のみを処罰対象としている。「州際若しくは外国通商」に該当しない通信行為の規制は、連邦政府の権限として認められていないためである。
本罪には、「州際若しくは外国通商」という文言が定められているものの、それ以外に域外適用を明確に示す文言が存在しないことから、本罪の域外適用は認められない。もっとも、通信の発信地又は目的地が合衆国内であれば、行為者が合衆国外に所在していたとしても、本罪の適用は妨げられない。１３４９条による未遂ないし共謀の処罰についても同様である。

## ２　詐取するための計画若しくは技巧
本罪は、主観的要件として、「詐取するための計画若しくは技巧」か「欺まん的な見せかけ、表現、若しくは約束によって金銭又は財産を取得するための計画若しくは技巧」のいずれかを企てたこと、又は企てる意図を要求している。裁判例で問題になるのはほぼ前者のみである。
本罪の「詐取（defraud）」という文言には、コモンローにおいて十分に定着した意義、すなわちコモンロー上の詐欺の要件が組み込まれている。そのため、条文上明確には要求されていないが、本罪の成立には、重要事実についての虚偽の陳述又は隠蔽（“misrepresentation or concealment of material fact”）があったことを要する。

### (1)    欺罔行為（deception）
相手方を意図的に誤解させるような行為を要する。言動、行動（conduct）の別を問わず、完全な嘘を述べる必要もない。連邦最高裁は、行為者の表現が特定の意味合いを含んでおり、かつその意味合いに反する事項を詳らかにしないことが行為者の表現を誤導的な半真実（half-truth）たらしめたと認められる場合には、当該表現は欺罔行為に該当する旨述べている。また、相手方との間に信認関係（fiduciary relationship）が存在し、相手方に対する重要事項の開示義務（duty to disclose）が存在する場合には、当該重要事項についての沈黙も、欺罔行為に該当する。
欺罔行為それ自体や、欺罔行為の前提となる開示義務の有無は、当事者間における取引等の文脈（context）に依存する。例えば、先物取引のブローカーは、顧客の勧誘に当たり、黙示的に顧客の利益の最大化のために努力する旨表明していることから、自身に利益相反がある場合には、顧客に対しそれを開示する義務があり、当該顧客の取引に先行してブローカー本人ないしその友人のための取引を行う意思を秘して当該顧客を勧誘する行為は、沈黙による欺罔行為にあたる。
他方、取引プラットフォームの運営会社の従業員が、売り注文と買い注文のマッチングに際し、両注文に自身を介在させて利益を得たという鞘取り（interpositioning）の事案では、当該従業員と顧客との間で何らのやり取りもなされていなかったことから、欺罔行為該当性が否定された。
また、ロンドン銀行間金利取引（LIBOR）のパネル行の職員が、デリバティブトレーダーに利益を与える目的で、英国銀行協会（BBA）に対し、当該トレーダーの意向に沿ったレートを呈示した事案では、BBA LIBOR instructionによれば、パネル行が提出すべきレートは、パネル行が一定額の金銭消費貸借契約の申込み又は受諾にあたり許容できるレートであれば足りるため、当該提出レートがこれに該当しないとの証明がなされていないことから、当該提出行為は虚偽ではなく、かつ誤導的な意見の提示にも当たらないため、欺罔行為に該当しないと判断された。

### (2)    重要性（materiality）
虚偽の表現（false statement）は、それが相手方となった意思決定主体の決定に影響を及ぼす自然な傾向があるか、または影響を及ぼし得るといえる場合に、重要性が認められる。重要事項該当性も、当事者間における認識や当該業界における取引慣行といった、問題となる取引の文脈によって左右される。例えば、ヘッジファンドの外国為替取引課長である被告人が、当該取引に先立ち当該ヘッジファンドに取引を実行させ、利益を得させる意思を秘して、オプション取引の巻き戻しに関する契約を締結し、その後当該ヘッジファンドに市場取引を通じて利益を得させたという事案では、被害会社の担当者が交渉における両当事者の不誠実さを織り込んでいたことや、当該市場取引が市場慣行上許容されていた「誠実なヘッジ」とされる余地があることから、重要性が否定された。

### (3)    処罰範囲の限定
一部の裁判例は、①欺罔行為及び重要性に加え、通信詐欺罪の成立に当たり、被害者に損害を与える意図を要求し、又は②交渉上の立場についての偽りを通信詐欺罪における“deception”から類型的に排除することによって、処罰範囲の限定を図っている。
①     損害を与える意図
第２巡回区控訴審（2nd Circuit）では、通信詐欺罪の要件として損害を与える意図の存在を要求するという解釈が定着しているようである。例えば、文房具販売業者が、顧客との契約交渉に当たり、商品の品質、価格等については偽らなかったものの、顧客情報の入手経路について偽りを述べたという事案において、第２巡回区控訴審は、単なる欺く意思（intent to deceive）と詐取する意思（intent to defraud）を区別し、通信詐欺罪の要件である後者の認定にあたっては、詐欺計画の目的が「損害を与えること（to injure）」であることを要し、単なる欺く意思に基づいて取引そのものの性質に関わらない偽りを述べた場合に、損害目的を認定した先例は見当たらない旨述べた。その上で、本件における偽りは、顧客の取引への理解や取引の価値への評価に影響を与える可能性はなく、これによる顧客への損害が見受けられないため、損害を与える意図があったとは認められないとして、通信詐欺罪の成立を否定した。
また、被告人が、イラクにラジオ放送局を建設するにあたり、補助金の使途に関する制限条項に違反して給付金の私的流用を行う意思を秘して、国連機関から補助金の給付を受けたという事案において、第２巡回区控訴審は、前述の区別を前提に、「単なる欺きにすぎない虚偽表示は、被害者に対する想定された損害（contemplated harm）を伴わなければならない」と述べ、「問題となる虚偽表示は、被告人と被害者との間における取引にとって、付随的なものでは足りず、中心的でなければならない」と判示した上で、給付金の使途制限条項は取引の基礎をなすものであるとして、第１審の有罪判決を支持した。
「損害を与える意思」要件とはやや異なる内容であるものの、他の巡回区控訴審においても、プラスアルファの主観的要件が要求されている。第９巡回区控訴審は、銀行詐欺罪における「詐取するための計画」要件の解釈に関する最高裁判例に依拠し、通信詐欺罪の成立には「欺いて騙し取る意思、すなわち欺く手段を用いて被害者から金銭又は財産を奪う意思」を要すると判示した。同様に、第１巡回区控訴審は、IRSの職員である被告人が、内規に反し、自身の興味を満たす目的で納税者に関する情報を閲覧したとの事案において、「詐取するための計画」要件を満たすには他者から保護された権利を「奪う」意思がなければならず、情報の保持者に何らかの特定可能な害悪が降りかかるか、情報にアクセスしたものが何らかの実入りのある利用行為を意図しているかのいずれかでなければ、当該要件を満たさないと判断した。
これに対し、他の巡回区控訴審では、損害を与える意図は不要であると明言した裁判例が見受けられる。例えば、第７巡回区控訴審は、事後的な補填意図の存在は詐取する意図の成立を妨げないと判断した事例や、被害者に対し、被害者が気付いていない実質的な損失リスクを負わせる行為は、真摯に利得を挙げる意図でなされたものであっても、詐取する意図の成立を妨げないと判断した事例を引用し、損害を与える意図は通信詐欺罪の要件ではない旨判示している。
第２巡回区控訴審における「損害を与える意図」要件は、欺罔行為や重要性といった他の要件と混然一体となっているため、これらの要件以上の意味合いがあるかどうか判然としないものの、少なくとも、行為者において被害者が損害に苛まれることを望んでいることまでは要求していないように思われる。さしあたっては、当該要件の成否は、欺罔行為と取引の本質、すなわち重要性要件における考慮要素を参照して判断するのが有用であると思われる。
②     交渉上の立場に関する偽り
第２巡回区控訴審は、銀行の副社長である被告人が、自社の株式を不動産開発業者に売却するにあたり、被告人を介在させなければ契約の締結に至らない旨当該銀行の取締役会を誤認させ、被告人が当該業者から株式の劣後権を購入した後、銀行に被告人から当該劣後権を購入させ、利益を挙げたという事案において、交渉の当事者は、しばしば承諾し得る取引条件について、相手方の判断を誤らせようとするものであって、相手方に対し、交渉上の立場に関して完全に素直であることを期待していないことから、交渉上の立場に関する偽りは、通信詐欺罪における「重要性」の要件を満たさないと判示した。その上で、裁判所は、全ての利害関係者に被告人の介在を含むすべての取引条件が開示されていたことから、被告人の偽りは交渉上の立場に関するものにすぎないとし、通信詐欺罪の成立を否定した。

### (4)    財産権（property or corpus）
本罪の主観的要件は「詐取するための計画若しくは技巧」か「欺まん的な見せかけ、表現、若しくは約束によって金銭又は財産を取得するための計画若しくは技巧」のいずれかを企てたこと、又は企てる意図であるが、前者の場合に被害客体が「金銭又は財産」であることを要するか否か、条文上は必ずしも明らかではない。しかし、連邦最高裁は、後述の第１３４６条の追加に係る改正前の事案であるMcNally v. United States, 483 U.S. 350 (1987)において、「詐取」という文言は通常「不誠実な手法又は計画によって他者の財産権（property right）を不当に扱うこと」を意味するところ、郵便詐欺罪の立法経緯を見てもこれに反する定義付けがなされたとは認められないとして、同罪の適用範囲は財産権保護の要請がかかる場面に限定され、いわゆるhonest service fraudには適用されない旨判示した。なお、本判決を受けて、第１３４６条が追加され、honest service fraudも本罪の適用対象となったが、後述のとおり、連邦最高裁は、honest service fraudの成立範囲についても限定を加えている。
①     Propertyに該当する権利
連邦最高裁は、本罪の適用範囲は「伝統的に認められた財産上の利益（traditional property interest）」に限られ、下級審における「管理権理論（right-to-control theory）」はproperty該当性の判断基準たり得ないとし、裁量的な経済的判断を下すにあたり潜在的に有用な経済的情報は、伝統的に認められた財産上の利益には該当しないと判断した。連邦最高裁の見解によると、被告人が公共事業の受注に当たり、被告人の経営する会社が「優先デベロッパー」に選定されている旨の虚偽を述べ、優先デベロッパーとしての立場で交渉に当たり、公共事業の受注を受けたという事案において、当該会社が優先デベロッパーであるか否かは「伝統的に認められた財産上の利益」には該当しないということとなる。
当該見解の下では、property該当性は、専らコモンロー上のpropertyの定義に依存することとなる。例えば、ウォール・ストリート・ジャーナル誌のコラムの著者であった被告人が、コラムの内容を公刊前にブローカーに漏洩したという事案において、連邦最高裁は、事業に関する秘匿情報（confidential business information）の排他的管理権は、propertyとして認められてきた財産上の利益に当たるから、当該コラムの内容及び公刊時期は、本罪におけるpropertyに該当すると判断した。また、裁判例には、被告人が前勤務先から文書編集プログラムのソースコードを盗用したという事案において、前勤務先が当該プログラムの修正に多額の資本を投下し、当該プログラムの存在により数百万ドル単位の競争上の優位を得ており、かつ当該プログラムの使用が可能な者を従業員又は顧客に限定するための措置を取っていたことから、当該プログラムはpropertyに該当すると判断したものや、被告人が大学のデータベースにアクセスして学生の成績評定や居住地等に関する情報を改ざんしたという事案において、改ざん行為により、未取得の単位に相当する授業料や、本来得られるはずだった州外居住者向けの授業料というpropertyが奪われたとして通信詐欺罪の成立を認めたものが存在する。
なお、会社役員である被告人が自社製品を私的に売却して利益を得たとの事案において、横領行為を株主に開示しなかったことが、会社及び株主に対する信認義務違反に当たるとして、会社に対する通信詐欺罪に加えて、株主に対する通信詐欺罪の成立を認めた裁判例が存在するが、私見では、Ciminelli判決によって管理権理論が排除されたことや、後述のSkilling判決によって賄賂やキックバックを含まない信認義務違反がhonest service fraudから除外されたことに鑑みれば、株主に対する通信詐欺罪は成立しないように思われる。
他方、公的機関による権限の行使は、本罪におけるpropertyには該当しないとされている。連邦最高裁は、州政府によるビデオポーカーマシンの操業許可をだまし取る行為、ニューヨーク・ニュージャージー港湾局の職員による、ニュージャージー知事選に協力しなかったフォート・リー町長に対する報復として、交通調査名目でジョージ・ワシントン橋の一部車線を封鎖する行為につき、いずれも問題となっているのは政府による規制権限の行使にすぎず、propertyには当たらないと判断した。
なお、一定の利益については、property該当性を判断するにあたり、当該利益の性質についての詳細な判断が要求される。例えば、第９巡回区控訴審は、受験生の父兄が、受験コンサルタントと共謀の上、大学職員が当該受験生の「合格枠（admission slot）」を確保することと引換えに、大学の口座に金銭を振り込んだという事案において、合格枠には高校、大学、大学院等のレベル毎に、早期合格、条件付合格、補欠合格等多様な類型が存在することから、あらゆる合格枠がその排他性や経済的利得ゆえにpropertyに該当するとも、単なる申込み（offer）にすぎずpropertyに該当するとも認められないとして、property該当性の判断のために、本件を原審に差し戻した。
②     詐欺の目的がpropertyであること
連邦最高裁は、通信詐欺罪の成立に当たり、被告人が欺罔行為を行ったことのみならず、被告人の詐欺計画の目的がpropertyであることを要求している。すなわち、被告人の計画に伴う経済的損失が、計画に伴う偶然の副産物にすぎない場合には、被告人の詐欺計画の目的がpropertyであるとは認められない。例えば、ＡがＢに対し、Ｃのためのサプライズパーティへの招待メールを送信し、Ｂが車で開催予定地に移動したが、この招待メールは単なるＡのいたずらであり、実際はパーティなど開催されなかったという設例においては、Ｂが消費したガソリンは、いたずらの副産物にすぎず、Ａにつき通信詐欺罪は成立しないとされている。
連邦最高裁は、ニューヨーク・ニュージャージー港湾局の職員が、ニュージャージー知事選に協力しなかったフォート・リー町長に対する報復として、交通調査名目でジョージ・ワシントン橋の一部車線を封鎖したという事案において、一般的には公務員の勤務時間や労働はpropertyに該当し得るとしつつ、当該封鎖行為は政治的報復の一環にすぎず、交通調査の結果が利用されることはなかったのであるから、当該封鎖行為に伴う港湾局職員の労働は報復計画の副産物にすぎないとして、property該当性を否定した。
他方、裁判例には、市長が市の職員に対し娘の新しい家をリフォームさせるために欺罔行為に及んだ事例や、市の公園委員長が職員に対し自身の政治的支持者のためのガーデニングをするよう唆した事例において、property該当性を認めたものがあるが、連邦最高裁によれば、これらの裁判例は、職員によるサービスの費用が市にとっての経済的損失であると認められ、property要件を満たすとされる。

## ３　誠実なサービスを受ける無形の権利（honest service fraud）
郵便詐欺罪の制定当初は、主観的要件として「詐取するための計画若しくは技巧」を企てることのみが要求されていたところ、１９０９年の改正により、「欺まん的な見せかけ、表現、若しくは約束によって金銭又は財産を取得するための計画若しくは技巧」が追加されたことにより、連邦裁判所は、通信詐欺罪及び郵便詐欺罪のいずれにおいても、「詐取するための計画」の被害客体は、後者と異なり、moneyやpropertyには限られないとの解釈を採用するようになった。例えば、大学教授であるＡが、生徒であるＢから、現金の供与と引換えに自分以外の生徒の成績を最低評価にしてほしい旨電話で懇願され、これに応じて生徒Ｃに「Ｆ（不可）」の評点を付け、現金の供与を受けたという事例において、ＡはCから何らの財産的利益も詐取していないが、Ｃが「Ａによる誠実なサービス（honest service）を受ける権利」を奪われたものとして、Ａに対し通信詐欺罪を適用できるものとされてきたようである。これに対し、連邦最高裁は、McNally v. United States, 483 U.S. 350 (1987)において、本罪はhonest service fraudには適用されない旨判示した。これを受けて、連邦議会は、本罪の被害客体にhonest serviceを含める法改正を行い、再度この種の事案を本罪の適用対象とした。
しかしながら、honest service fraudの適用範囲は改正法の下でも漠然としており、あらゆる無形の権利を詐取する計画に及ぶことが危惧されていた。こうした状況の下、連邦最高裁は、Skilling v. United States, 561 U.S. 358 (2010)において、honest service fraudの適用範囲を限定した。Skilling判決の起訴事実の一部は、エンロンのCEOであった被告人が、エンロンの財務状況の健全性について偽り、エンロンの株主を騙すことによって恣意的にエンロンの株価を上昇させ、その結果、被告人は給与やボーナスの支払や、エンロン株の売買によって、多額の利益を得たというものであった。連邦最高裁は、１３４６条の趣旨は、McNally判決によって否定された、同判決以前の裁判例によるhonest service fraudに関する解釈論を取り込むことにあるところ、同判決以前の裁判例が考えるhonest service fraudの外延についてのコンセンサスが認められないため、明確性の保持の観点から、１３４６条の適用範囲を、同判決以前の裁判例における中核的な適用例である、被告人が被害者との間の信認義務に違反して、錯誤に陥っていない第三者から賄賂（bribery）又はキックバック（kickback）を受け取った場合に限定した。
１３４６条の適用範囲をMcNally判決以前の裁判例における中核的な適用例に限定するSkilling判決の立場に従えば、「賄賂」、「キックバック」、「信認義務違反」のいずれについても、McNally判決以前の裁判例を参照し、その中核的な適用例を探る必要が生じる。「賄賂」要件について、第１巡回区控訴審は、受験生の父兄が、受験コンサルタントと共謀の上、大学職員が当該受験生の「合格枠（admission slot）」を確保することと引換えに、大学の口座に金銭を振り込んだという事案において、honest service fraudの被害者に当たる大学に金銭が振り込まれているような事案は、McNally判決以前の裁判例における中核的な適用例に含まれていないため、honest service fraudの適用範囲外であると判断した。
また、「キックバック」要件について、第２巡回区控訴審は、モルガン・スタンレー社の従業員である被告人が、同社に、中間会社を通じた株式貸借取引を実行させ、取引に特段貢献していない被告人の父や兄弟に多額の金銭を支払わせたという事案において、私企業の従業員が、契約の締結に当たり、自身が指定した、自身が利害関係を有する第三者に対し利益を供与するよう指示することは、McNally判決以前の裁判例における「キックバック」の中核的な適用例であると判示し、当該第三者が当該利益に対応する何かしらの仕事を行えば「キックバック」には該当しないとの被告人の主張を排斥した。
さらに、信認義務違反要件について、連邦最高裁は、クオモ州知事の側近であった被告人が、ニューヨーク州のExecutive Deputy Secretaryを退いた期間中、デベロッパーからの賄賂の支払と引換えに、自身の政治的影響力を背景に、担当者に対し、州による当該デベロッパーへの補助金の給付要件から、労使協定合意を行うことを除外するように働きかけたという事案において、私人であっても政府の代理人として活動していると認められる場合には公衆（public）に対する信認義務を負いうるものの、被告人が政府の業務を支配及び制御し、かつ被告人と政府との特別の関係ゆえに政府職員が実際に被告人を信頼していた場合にこのような信認義務が認められるとする第一審のjury instructionは、相談役やロビイストの処罰に繋がり得るという点で過大であるとともに、処罰範囲の告知や恣意的な運用の防止の要請を満たす程度の明確性を備えていないとして、本件を破棄差戻しとした。